# Unicolax
Unicolax är ett släkte av kräftdjur. Unicolax ingår i familjen Bomolochidae.
Kladogram enligt Catalogue of Life:
| Unicolax | \| \| Unicolax anonymous \| \| \| \| \| \| Unicolax collateralis \| \| \| \| \| \| Unicolax mycterobius \| \| \| \| |
|          | \| \| Unicolax anonymous \| \| \| \| \| \| Unicolax collateralis \| \| \| \| \| \| Unicolax mycterobius \| \| \| \| |
|          | Acanthocolax |
|          | |
|          | Acantholochus |
|          | |
|          | Bomolochus |
|          | |
|          | Ceratocolax |
|          | |
|          | Dicrobomolochus |
|          | |
|          | Holobomolochus |
|          | |
|          | Neobomolochus |
|          | |
|          | Nothobomolochus |
|          | |
|          | Orbitacolax |
|          | |
|          | Pseudoeucanthus |
|          | |
|          | Unicolax anonymous                                                                                                  |
|          | |
|          | Unicolax collateralis                                                                                               |
|          | |
|          | Unicolax mycterobius                                                                                                |
|          | |

|  | Unicolax anonymous    |
|  |                       |
|  | Unicolax collateralis |
|  |                       |
|  | Unicolax mycterobius  |
|  |                       |